# Řasnice (přítok Teplé Vltavy)
Řasnice (také Travnatá Vltava nebo Slatinná Vltava, německy: Grasige Moldau), říčka na Šumavě v okrese Prachatice, je pravým přítokem Teplé Vltavy. Tok o délce 19,2 km odvodňuje území o ploše 89,4 km², průměrný průtok u ústí je 1,62 m³/s.

## Popis
Řasnice pramení na jihozápadním svahu Ždárecké hory v nadmořské výšce 1000 m. Od pramene stéká na jih a jihovýchod a v Kotlině Valné u někdejší osady Dolní Světlé Hory zprava přibírá potok Řáska s Filzgraben, který pramení v Bavorsku na jižním úpatí hory Geißberg. Tento přítok je v některých pramenech uváděn jako Řasnice. Pak se vodní tok stáčí na východ až k soutoku Mechovým potokem. U Kunžvardského sela tvoří hranici s Německem. Tok mění směr na sever, zleva u bývalého rybníka přibírá zleva říčku Častá a u Hliniště přibírá zleva Hliništský potok a stáčí se na východ. U obce Lenora v nadmořské výšce 756 m v říčním km 394,3 ústí zprava do řeky Teplá Vltava.
Řasnice protéká rašeliništi a nivními loukami (travnatými – odtud název Travnatá Vltava), kde vytváří četné meandry. U obce Hliniště vytváří v délce asi dvou kilometrů úzké skalnaté koryto s peřejemi. Část toku tvoří hranici NP Šumava.
V blízkosti Řasnice je obec Strážný se svými částmi Hliniště a Řasnice. Souběžně s tokem vede silnice I/4, která říčku překonává před Kunžvardským sedlem v blízkosti bývalých kasáren pohraniční stráže.
Podél říčky vedou turistické trasy a cyklotrasy
V říčce se vyskytují původní druhy ryb jako pstruh obecný, vranka obecná, jelec proudník, lipan podhorní, mník jednovousý, střevle potoční a mihule potoční.

### Přítoky
Podle zdroje
- Pravý: Řáska, Švýcarský potok, Mechový potok, Splavný potok, Radvanovický potok
- Levý: Častá, Hliništský potok

## Zajímavá místa, památky
- Dolní Cazov v údolí Řasnice - zaniklá obec
- Ženijní můstek, kterým 26. dubna 1945 vstoupily tanky americké armády na české území.[8][9]
- Hráz rybníka Kunžvartu z 16. století, prolomená v roce 1897, je nemovitá kulturní památka Česka.[10][3]
- Splavný mlýn
- Splavské rašeliniště je přírodní památka
- Zřícenina hradu Kunžvart
- Slacerův mlýn